# Soccorritore

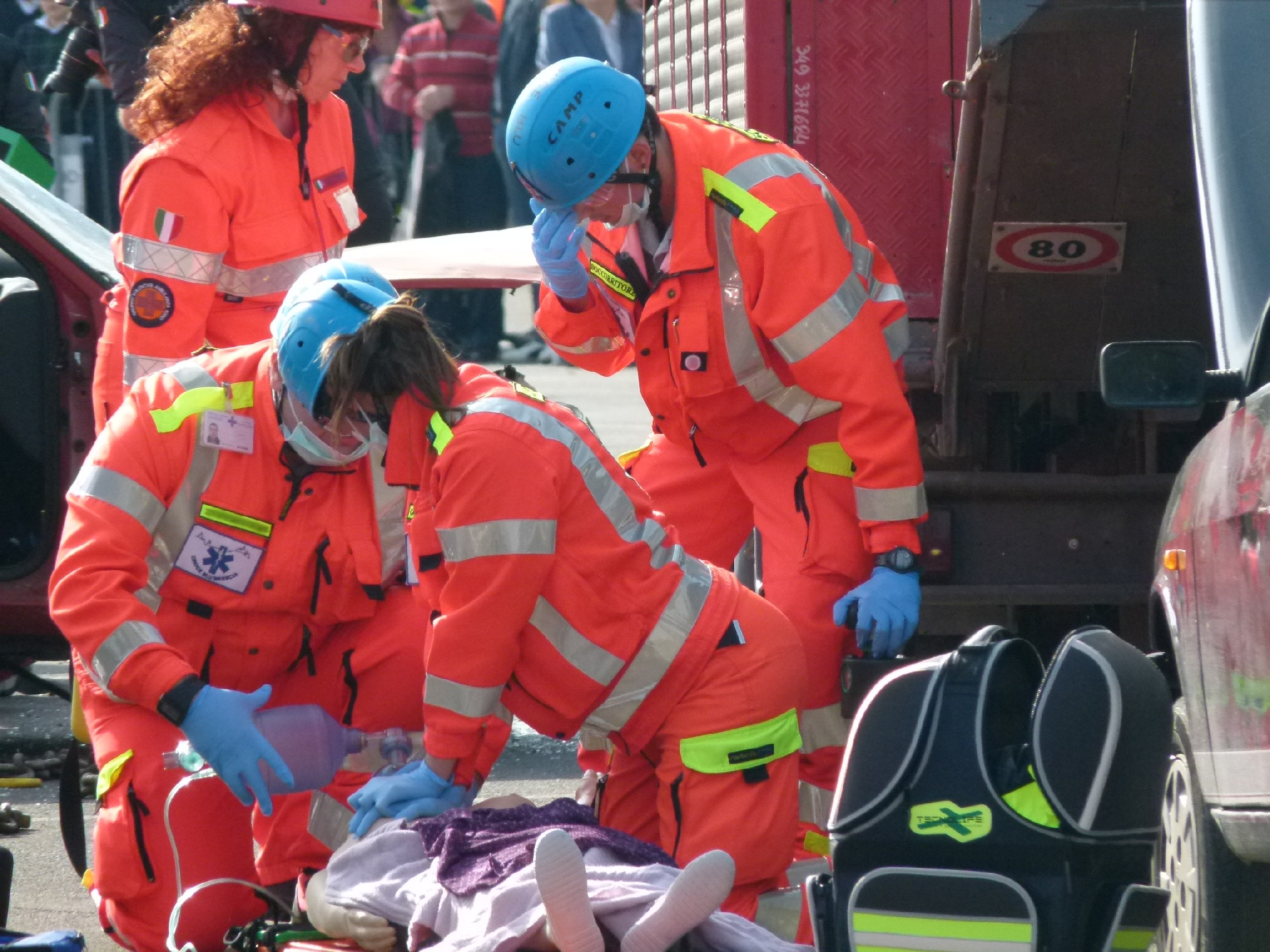
Una squadra di soccorritori italiani durante un'esercitazione di rianimazione

Il soccorritore è colui che, in qualità di dipendente o volontario, opera principalmente sulle ambulanze o su mezzi di soccorso in generale, che svolge attività di ricerca e soccorso. I soccorritori, sebbene "lavorino" nell'ambito dell'emergenze sanitarie, sono solo personale tecnico e quindi non sanitario, come ad esempio Medici o Infermieri.
Il termine Soccorritore, o Primo Soccorritore (dalla lingua inglese First Responder) tuttavia può essere attribuibile a qualunque privato cittadino che si trovasse in caso di necessità a prestare soccorso. Tale termine però nell'attuale significato si riferisce solamente al personale addestrato e specializzato.

## Caratteristiche
Nella maggior parte degli stati tale termine assume diverse connotazioni; esso generalmente è un operatore tecnico addestrato e specializzato nel primo soccorso, nel trattamento di base delle funzioni vitali (protocollo BLSD), nell'assistenza e trasporto di ammalati, feriti o infortunati in caso di emergenze di carattere sanitario di vario tipo (malori, incidenti, e/o catastrofi naturali), sul territorio nazionale. Il soccorritore è colui che è deputato ad intervenire in caso di emergenze sanitarie di vario tipo sul territorio nazionale di competenza, a svolgere determinate procedure e a trasportare i pazienti che necessitano di cure nei pronto soccorso degli ospedali, seguendo i protocolli stabiliti dalle autorità sanitarie competenti, statali, regionali o locali.
Può prestare servizio, sia in qualità di volontario sia come personale dipendente, in squadre sia dedicate al soccorso sanitario sia come parte di altri servizi di emergenza, come ad esempio nei vigili del fuoco, nelle forze di polizia o ancora nelle forze armate.

## Nel mondo

### Svizzera
- ”Soccorritore Diplomato”

Il soccorritore diplomato SSS, professionista sanitario formato con un percorso di durata triennale, garantisce autonomamente oppure in collaborazione con il medico d’urgenza e/o con altre persone qualificate e autorizzate, il soccorso preospedaliero e le cure di pazienti di tutte le fasce d’età, che si trovano in situazioni di emergenza, di crisi o di rischio. Nella propria attività tiene in considerazione le situazioni specifiche e l’ambiente sociale.
I suoi interventi sono caratterizzati da situazioni cliniche che cambiano velocemente, da scarsa prevedibilità e possibilità di pianificazione, e richiedono azioni rapide e adatte alle circostanze.
Il soccorritore diplomato SSS adotta le misure cliniche, terapeutiche, mediche e preventive necessarie per la situazione specifica in caso di malattie acute, ferite o aggravamento di una condizione cronica. Per fare ciò, si basa su algoritmi e interviene in modo autonomo negli ambiti dei quadri di competenza acquisiti.
Il soccorritore diplomato SSS gestisce l’intervento. Esercita la propria attività in conformità a quanto previsto dall’Interassociazione Svizzera di Salvataggio (IAS, vedi capitolo 9.1), in particolare nell’ambito del primo soccorso, del trasporto e dell’interfaccia tra i vari anelli della catena che garantiscono il soccorso preospedaliero. Sa agire in maniera autonoma nel campo della tecnica di salvataggio.
Agisce di propria iniziativa nel soccorso e nelle cure preospedaliere, in conformità alle competenze che può esercitare su base autonoma o su delega medica. È in grado di guidare il veicolo d’emergenza (ambulanza o automedica) e garantisce che le risorse infrastrutturali, tecniche e logistiche del servizio di salvataggio siano pronte in caso di necessità. Garantisce la prevenzione di rischi per la salute e contribuisce alla garanzia della qualità e alla promozione della professione. Nella Svizzera tedesca è il Rettungssanitäter HF, nella Svizzera romanda è chiamato Ambulancier dipl. ES.
- ”Soccorritore assistente”

Il trasporto pianificabile di pazienti è di competenza del soccorritore ausiliario d’ambulanza che, sotto la guida di un soccorritore diplomato, trasporta persone che si trovano in stato di salute non critico.
Il soccorritore ausiliario d’ambulanza mantiene la padronanza del veicolo.
Nell’ambito di questi trasporti, è in grado di stabilire quando è necessaria l’assistenza di un soccorritore diplomato e/o di un medico d’urgenzao di altro personale specializzato autorizzato.
In caso di altri interventi, il soccorritore ausiliario d’ambulanza svolge una funzione di supporto, nella quale assiste il soccorritore diplomato, il medico d’urgenza e/o altro personale specializzato autorizzato.
Il soccorritore ausiliario d’ambulanza assicura la disponibilità di infrastruttura, tecnica e logistica nel servizio di salvataggio.
Garantisce la prevenzione di rischi per la salute e contribuisce all’assicurazione della qualità e alla promozione della professione.
- ”Infermiere Specialista”

È un operatore sanitario che ha acquisito una formazione infermieristica di base, una specializzazione in anestesiologia o cure intense e la formazione di soccorritore diplomato. Esercita la propria attività professionale in una struttura di soccorso pre-ospedaliero e opera in conformità di competenze che può esercitare in parte su base autonoma e in parte su delega medica. In questo caso, dispone di maggiore autonomia del soccorritore professionale.
- ”Medico”

È un professionista con certificato FMH SMUSS di medico d'urgenza,  con formazione ACLS-ATLS-PALS-PHTLS-AMLS ed esperienza in area critica. Interviene su richiesta della CeOp 144 in appoggio all’equipaggio di soccorritori impegnati con pazienti in equilibrio vitale minacciato (Servizio Specialistico d’Urgenza). È dotato di un veicolo prioritario (automedica) con i presidi per il trattamento di pazienti critici ed apparecchi di radiocomunicazione in contatto costante con la centrale d’allarme. Generalmente è un Medico con specializzazione in Medicina d’Urgenza preospeliera o ospedaliera
- ”Soccorritore Volontario”

Il SVB è una persona che svolge la propria attività in un servizio ambulanza dopo aver seguito una formazione riconosciuta dalla Federazione Cantonale Ticinese dei Servizi Autoambulanze (FCTSA).
Appartiene ad una équipe di intervento e collabora con il soccorritore diplomato, con l’infermiere specialista o con il medico di urgenza, garantendo il proprio contributo all’offerta in prestazioni pre-ospedaliere espresse in processi di lavoro. La supervisione è garantita dal professionista in equipe (intervento e turno di servizio).
Si attiene, nelle diverse fasi dell’intervento e in sede, alle direttive generali dell’ente, nel rispetto delle conoscenze e competenze acquisite durante la formazione.
Egli condivide i valori definiti nella carta del servizio e si impegna a promuoverli.
L’attività del SVB si struttura attorno ai 5 processi di lavoro, e ai relativi sottoprocessi elaborati in funzione del profilo di competenze desiderate, sulla base del quadro teorico di riferimento del profilo di Soccorritore Ausiliario emanato dal SEFRI.

### Austria
In Austria i soccorritori, che assistono il medico di emergenza (Notartz), sono divisi in due grandi categorie e hanno percorsi e standard formativi che sono stati definiti nel 2002.
- Rettungssanitäter: il soccorritore deve frequentare un corso di 260 ore, di cui 100 di lezione teorica, per ottenere l'abilitazione. Solitamente gli equipaggi delle ambulanze sono composti da due soccorritori, che possono mettere in pratica tutte le manovre non invasive ma non somministrare farmaci, con la sola eccezione dell'ossigeno.
- Notfallsanitäter (NFS): il livello di formazione più alto richiede un percorso di 480 ore, di cui 160 di lezione teorica, ed abilita anche alla somministrazione di alcuni farmaci specifici (lista 1)
- Il soccorritore paramedico (Notfallsanitäter )nei servizi di emergenza.

### Germania

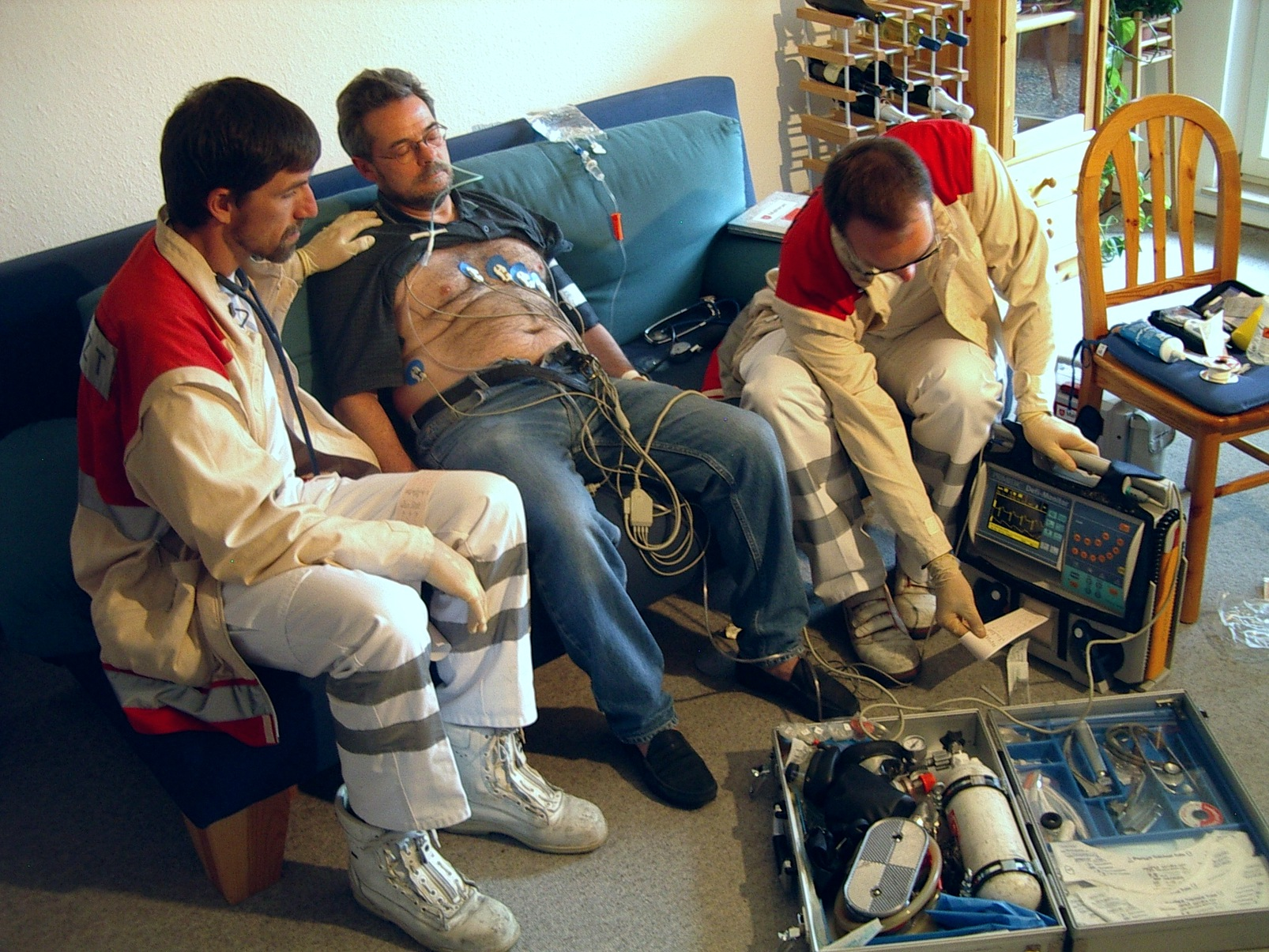
Un RettungsassiNotfallkompetenzeniente con probabili problemi cardiaci

In Germania il livello più elevato di soccorso è NotfallsanNotfallsanitäter täter ici con specializzazione biennale in soccorso sanitario (Notartz) e dai soccorritorimedico dprimario med medicoicoo avanzato, che possono avvalersi di altre due categorie di soccorritori con formazione di livello inferiore.
- Rettungshelfer (RH): il liillNotfallsanitäter o Notfallsanitäter anitäter (raramedico) pe-ospedaliero, con 160 ore di lezione teorica e altre 160 di tirocinio, tra ospedale e mezzi di soccorso. Il Rettungshelfer solitamente ricopre il ruolo di autista delle ambulanze da trasporto, e più raramente è alla guida dei mezzi di emergenza.
- Rettungssanitäter (RS): con 160 ore di lezioni teoriche, 160 di tirocinio ospedaliero e 160 sui mezzi di soccorso, il Rettungssanitäter ricopre solitamente in ruolo di leader sulle ambulanze da trasporto e quello di autista o soccorritore avanzato su quelle di emergenza, avendo capacità vicine all'ALS.
- Rettungsassistent (RA): quella di assistente è la massima qualifica conseguibile, comparabile a quella di paramedico, attraverso un corso di formazione della durata di circa un anno, seguito da 1600 di tirocinio, coperte solitamente in un altro. Gli allievi paramedici che hanno già conseguito la certificazione di Rettungssanitäter (soccorso avanzato) devono affrontare solitamente un minore programma teorico, e a volte anche pratico, permettendo così di ottenere il diploma in minor tempo; se dotati di qualifiche inferiori, inoltre, possono combinare il tirocinio con il servizio effettivo come soccorritori, integrando le squadre di emergenza come secondi o terzi soccorritori. Le competenze avanzate dei paramedici si dividono tra quelle diagnostiche, come l'ECG e l'auscultazione, le manovre di soccorso invasive come l'intubazione endotracheale e l'applicazione di terapie endovenose, sottocutanee e intramuscolo.

Bisogna infine sottolineare che né i soccorritori avanzati né i paramedici sono autorizzati a compiere alcuna manovra invasiva se non sotto la supervisione diretta del medico, che deve quindi essere fisicamente presente sulla scena: solo allora possono mettere in atto le manovre apprese durante la loro formazione. Solo in casi eccezionali, in cui la vita del paziente è in serio pericolo, il paramedico o il soccorritore avanzato possono violare questa norma invocando lo stato di necessità; questa pratica, che consiste evidentemente nel violare la legge federale, è regolata da linee guida locali che non possono tuttavia renderla legale. L'opera autonoma del paramedico o del soccorritore avanzato in casi di emergenza è solitamente limitata a precisi protocolli, come la defibrillazione, l'intubazione endotracheale(senza rilassanti) e la somministrazione di farmaci in casi specifici, come adrenalina durante la RCP, destrosio per l'ipoglicemia, benzodiazepine in caso di attacchi epilettici, nitroglicerina in caso di infarto miocardico acuto, elettroliti endovenosi per prevenire lo shock ipovolemico.

### Italia

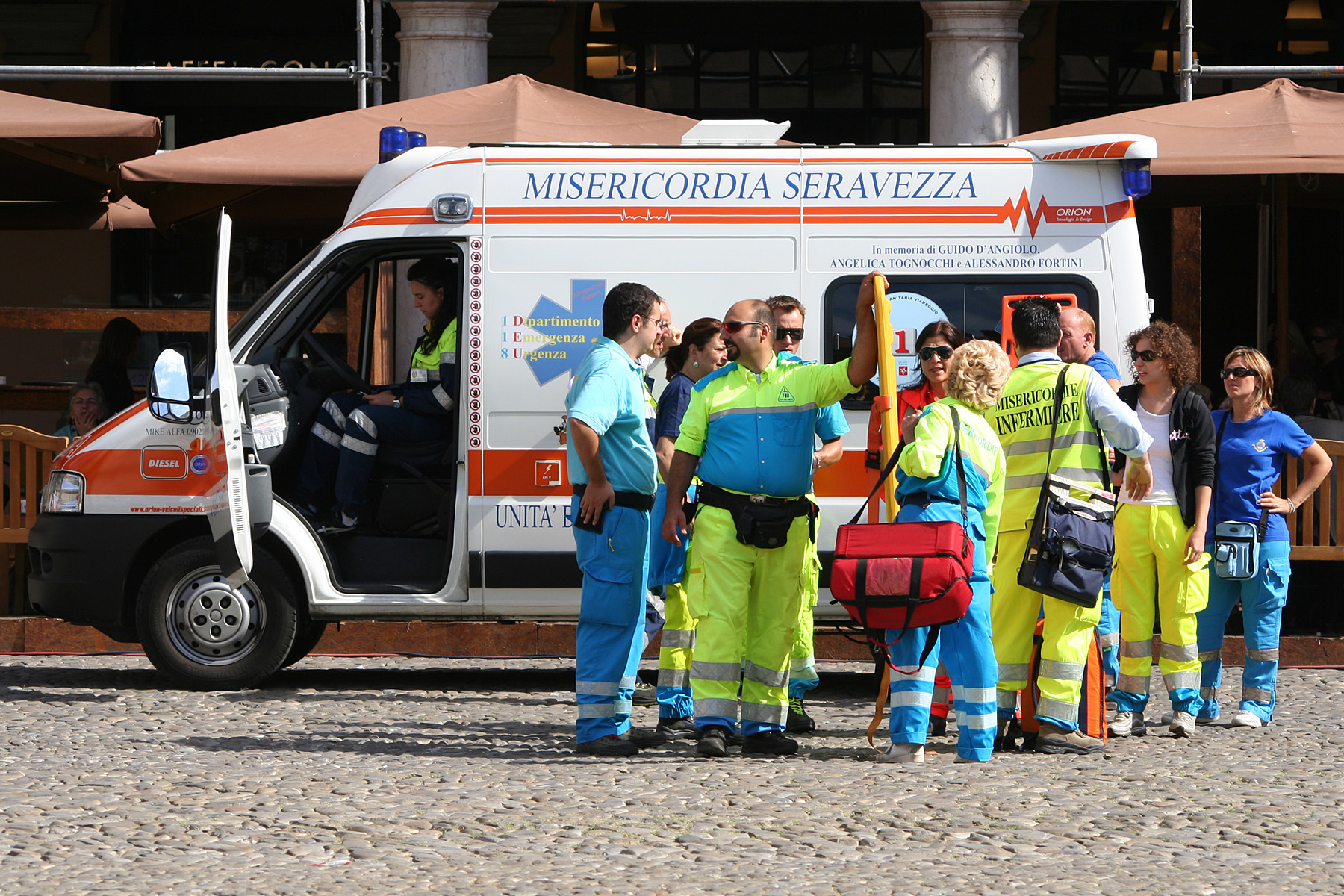
Ambulanza e soccorritori di una Misericordia

I soccorritori italiani possono essere sia dipendenti sia volontari: I primi sono regolarmente assunti dall'ente (ASL, 118, ecc) o dall'associazione di volontariato, godendo di un rapporto di lavoro vero e proprio; i secondi, secondo normativa vigente, normalmente presta servizio in orario non lavorativo (notte, week end, festivi, ecc.), rispettando comunque un minimo di turni obbligatori stabiliti dalla propria associazione. Il soccorritore dipendente. Tuttavia non percepisce alcuna retribuzione per la sua attività; sono eventualmente previsti solo rimborsi spese giustificabili (es. costi di trasferimento da e per l'associazione) o una mera contribuzione per i pasti.
Il sistema di soccorso e allarme sanitario di emergenza, risponde al Numero Unico di Emergenza 112, ed è gestito sia da personale tecnico soccorritore appositamente formato, sia da personale sanitario (medici e infermieri, con appositi corsi e specializzazioni), che possono sia lavorare in "équipe" sullo stesso mezzo di soccorso (mezzo ALS) o lavorare su mezzi differenti. In questo secondo caso, se ritenuto necessario, l'équipe Sanitaria interverrà in aiuto al personale tecnico soccorritore (mezzo MSB).
La disciplina, la gestione e la formazione del personale che svolge il servizio 118 sono gestite in autonomia dalle singole regioni o province Italiane, che devono tuttavia seguire degli standard minimi richiesti dalla normativa statale (ad esempio dotazione minima dei mezzi, classificazione delle urgenze, prescrizioni dei LEA). Infatti di norma un soccorritore abilitato ad operare ad esempio in Lombardia, se desiderasse prestare servizio in Toscana, deve rifare l'intero iter formativo secondo le linee guida Toscane. 
Alcune regioni possiedono aziende che si occupano completamente della gestione del servizio 118 e della formazione del personale, come ad esempio AREU (Agenzia Regionale Emergenza Urgenza) per la Lombardia, ARES (Azienda Regionale Emergenza Sanitaria) per il Lazio, AREUS (Azienda Regionale Emergenza Urgenza Sardegna) per la Sardegna e SEUS (Sicilia Emergenza Urgenza Sanitaria) per la Sicilia. Le restanti regioni invece demandano tale compito alle proprie ASL e/o centrali operative 118; e quindi in queste regioni si possono incontrare lievi differenze nella formazione del personale o nei protocolli di intervento tra provincie, anche se spesso le linee guida generali sono disciplinate dalla regione.
Nella maggior parte delle Regioni Italiane, il servizio di emergenza/urgenza 118 viene prestato nella sua quasi totalità con mezzi (Ambulanza, Automedica ecc.) e personale appartenente a cooperative sociali, società private o associazioni di volontariato; queste ultime sono spesso consociate a livello nazionale in Enti come la Croce Rossa Italiana, ANPAS, FAPS, FVS, di stampo laico o la Confederazione nazionale delle Misericordie d'Italia di stampo cattolico.
Le associazioni di volontariato, cooperative sociali o società private agiscono in "regime di convenzione" con la locale Centrale Operativa 118, la ASL o l'ente regionale che gestisce il soccorso (nelle regioni dove presente es. AREU), stipulando contratti di fornitura per uno o più veicoli sanitari con vari tipologie di "orari" (H24, H18, H16, H12, H6, ecc. o in forma estemporanea), e varie tipologie di equipaggi. Il servizio di elisoccorso ed il personale sanitario (medici e/o infermieri) sono invece nella maggior parte dei casi appartenenti al comparto pubblico.

#### Qualificazione giuridica
Il personale soccorritore italiano, operante sui vari mezzi di soccorso, può prestare servizio sia come volontario sia come dipendente delle varie enti pubblici o privati o associazioni, che gestiscsno il Servizio di Urgenza ed Emergenza Medica. Il soccorritore volontario non ha una precisa definizione giuridica ma, l'art. 2 della legge quadro sul volontariato (legge 11 agosto 1991, n. 266) si limita semplicemente a definire il volontario:
Per la legge italiana, in ogni caso, il soccorritore non è un professionista sanitario; in ogni caso un soggetto qualificato come soccorritore volontario, se svolga attività qualificata come servizio pubblico può essere ritenuto "incaricato di pubblico servizio". durante lo svolgimento della sua attività. A tal proposito gode della tutela giuridica riconosciuta a tale figure; ma ha anche il dovere di rimanere disponibile e di soccorrere ogni persona in stato di necessità, dandone eventuale comunicazione alla centrale operativa. In caso di inosservanza i soccorritori possono essere accusati di reati quali l'interruzione di pubblico servizio ed omissione di soccorso.
La qualifica di "soccorritore" è definita a livello nazionale, ma è solo a livello regionale che vengono definiti gli standard formativi ed organizzativi.
Ruoli e Qualifiche
Contrariamente a quanto avviene in altri Stati, in Italia non esistono diversi "livelli" professionali univoci caratterizzati da diversa formazione (come avviene ad esempio negli USA) e competenze, ma spesso un unico livello formativo per tutti i soccorritori di emergenza.
All'interno però di un equipaggio 118 di un MSB, vi ci sono diversi ruoli e qualifiche, spesso assegnati per anzianità associativa e di servizio, oppure dopo il superamento di corsi mirati e aggiuntivi organizzati dalla propria associazione o da enti esterni.
I differenti ruoli dei soccorritori italiani sono i seguenti:
- Capoequipaggio, caposervizio , caposquadra o team leader:  Il soccorritore caposervizio, è colui che per via della sua esperienza o anzianità di servizio, durante l'intervento, funge da leader ossia coordina i colleghi e le operazioni da eseguire. Esso avrà il compito di valutare secondo lo schema ABCDE e i vari protocolli locali, il paziente e deciderà il codice colore di riscontro, si occuperà di fornire il report sul paziente mediante una telefonata alla locale Centrale Operativa del 118, e comunicherà all'Autista l'ospedale di destinazione comunicato. In caso di interventi congiunti con altri mezzi (Automedica, Vigili del Fuoco, Polizia ecc.) esso si occuperà di interfacciarsi con i relativi Capi Squadra, e con il Medico dell'automedica. Il capoquadra è inoltre responsabile della disciplina dei colleghi prima durante e dopo il servizio. A livello nazionale non esiste un percorso formativo standard per aspiranti Capi Squadra, e quindi la competenza è passata agli enti regionali, locali e alle singole associazioni. Nel caso in cui nell'ambulanza vi si trovasse un medico o un infermiere (per esempio in caso di Ambulanza medicalizzata), il ruolo di caposquadra passa a loro.
- istruttore o formatore: è la figura predisposta nell'insegnamento della teoria ed addestramento delle procedure a coloro che seguono i vari corsi di formazione per il rilascio di una determinata qualifica (soccorritore DAE, autista ecc.) o corsi di aggiornamento.  L'istruttore che si occupa della formazione di una determinata area deve essere a sua volta formato per esplicare la formazione nel settore scelto.
- soccorritore: o in alcune realtà è chiamato anche con il termine storico di Milite, è colui che si occupa dell'attività vera e propria di soccorso. Il soccorritore di emergenza è abilitato alla valutazione e al trattamento di base dei pazienti tramite manovre non invasive, tra cui il Basic Life Support, la somministrazione di ossigeno e le tecniche di soccorso vitale al traumatizzato; come già detto il percorso formativo per aspiranti soccorritori varia da regione a regione (spesso anche da provincia a provincia), e di norma la "certificazione" ha valenza regionale. Ad esempio un soccorritore certificato in Lombardia, per poter prestare servizio in Liguria dovrà rifare l'iter formativo, secondo il protocollo ligure, e viceversa.
- soccorritore DAE: colui che è addestrato all'uso del defibrillatore semiautomatico. Oltre al normale percorso formativo per diventare soccorritore, è necessario seguire un corso di addestramento integrativo di otto ore, con relativo esame. Superato questo, è necessario ottenere il patentino di abilitazione davanti ad un'apposita commissione. L'abilitazione all'uso del DAE ha validità annuale e il rinnovo si ottiene mediante corso di riaccredito con relativa prova d'esame; in alcune realtà[13] il corso di formazione per all'uso del DAE è compreso in quello di formazione;
- soccorritore ECG: Presente solo in alcune realtà (es. Lombardia), è colui che è addestrato all'esecuzione di ECG a 12 derivazioni. Oltre al normale percorso formativo per diventare soccorritore in alcune realtà[13] è possibile frequentare un corso di addestramento integrativo per eseguire e teletrasmettere ECG alla Centrale Operativa di competenza.
- autista-soccorritore: colui che si occupa principalmente della guida e del posizionamento in sicurezza del mezzo di soccorso, ed è responsabile del paziente e dell'equipaggio durante il trasporto. Avendo comunque la qualifica di soccorritore, come tale collabora alle operazioni di soccorso, spesso in aiuto al caposquadra, una volta sul luogo dell'evento. Per legge l'autista non ha bisogno di una qualifica di guida, né di superare alcun esame: il codice della strada prevede come requisiti solamente il possesso di patente di tipo B (o superiore) da almeno 3 anni, ed un'età minima di 21 anni[14]. Solamente per condurre i mezzi targati CRI oppure PC ZS (Protezione Civile/Zivilschutz per i mezzi della Croce Bianca di Bolzano) occorre una patente ministeriale, in aggiunta alla propria. In alcune regioni[13] sono stati istituiti appositi corsi formativi obbligatori, che possono anche esistere internamente alle associazioni di soccorso, con anche ulteriori restrizioni in base all'anzianità di servizio[15]

Nella maggior parte delle realtà ogni componente della squadra, a parte il tirocinante, è stato formato all'utilizzo del DAE e dell'ECG. Questo è dettato dal fatto che è necessario che tutti i soccorritori presenti sull'ambulanza abbiano di base la stessa formazione per qualsiasi evenienza. Sarà poi il caposquadra/equipaggio/servizio, che coordinerà l'evento, a dividere i ruoli all'interno dell'equipaggio.
- allievo soccorritore: L'Allievo soccorritore, è colui che sta frequentando l'iter formativo di certificazione regionale per diventare soccorritore, ed in qualità di "tirocinante", inizierà ad uscire in Ambulanza sui servizi di 118 in aggiunta al regolare equipaggio di 2/3 soccorritori, e sotto stretta "sorveglianza" del caposquadra. Esso almeno inizialmente, avrà solamente il compito di "osservare" i colleghi alla prese con il servizio, e su indicazione del caposquadra, inizierà a svolgere piccole mansioni, per poter prendere confidenza con i presidi a bordo del mezzo di soccorso, e con le varie tecniche di soccorso e trasporto (misurazione parametri vitali, uso cardiopatica, uso telo, ecc.). A fine servizio, se previsto l'allievo compilerà un "diario" con i dati del servizio, e il caposquadra dovrà firmarlo e lasciare un suo breve pensiero. Ottenuta la certificazione, l'allievo diventerà soccorritore e come tale potrà uscire "da solo". Nelle realtà dove l'allievo uscirà in aggiunta al regolare equipaggio di 3 persone, viene comunemente chiamato "Quarto". I requisiti necessari per poter accedere a questo tirocinio, sono diversi da regione a regione, ma è comune l'avere superato almeno metà dell'iter formativo.
- centralinista, operatore di sala radio: non è un vero e proprio soccorritore, ma si occupa di gestire le chiamate, in arrivo da e per la sede dell'associazione. Il centralinista dell'associazione si occupa di ricevere le chiamata urgenti dal 118, trasmettere i dati relativi al servizio al caposquadra. Esso rimarrà in costante contato radio o telefonico con l'ambulanza del 118, o altre ambulanze in attività per altri servizi. È il responsabile della sede dell'associazione, e dei suoi occupanti, e riceve le chiamate al centralino da parte dei cittadini e le "smista" a chi di dovere. In genere per ricoprire tale ruolo, non è previsto nessun genere di corso di formazione, e infatti comunemente è un neo volontario a ricoprire tale carica, oppure volontari che non sono abilitati ad alcun servizio. In molte associazioni è previsto un mini corso sul centralino e un periodo di affiancamento a centralinisti esperti.
- Barelliere o soccorritore per servizi non urgenti: per limiti di età, personali o di livello non può effettuare servizi di emergenza per il 118. Può svolgere invece numerose altre attività non urgenti di carattere assistenziale o sociale come trasporti di pazienti da e per gli ospedali in occasione di visite prenotate, ricoveri, dialisi o dimissioni, prestare assistenza a manifestazioni e ad eventi sportivi oppure ancora, in alcune realtà, accompagnare in auto il medico di guardia medica durante le visite domiciliari. Il soccorritore deve comunque avere una formazione di base comprendente il BLS e una buona capacità di relazionarsi con i pazienti.

L'equipaggio di emergenza minimo è definito a livello nazionale in due soccorritori, tipicamente autista-soccorritore e caposquadra. Tuttavia ulteriori normative sono definite a livello regionale e per questo, in alcune realtà, i soccorritori a bordo vanno da un minimo di tre ad un massimo di quattro elementi (in questo caso, il regolare equipaggio di tre persone è integrato da un quarto componente, solitamente un allievo).

#### Requisiti e formazione

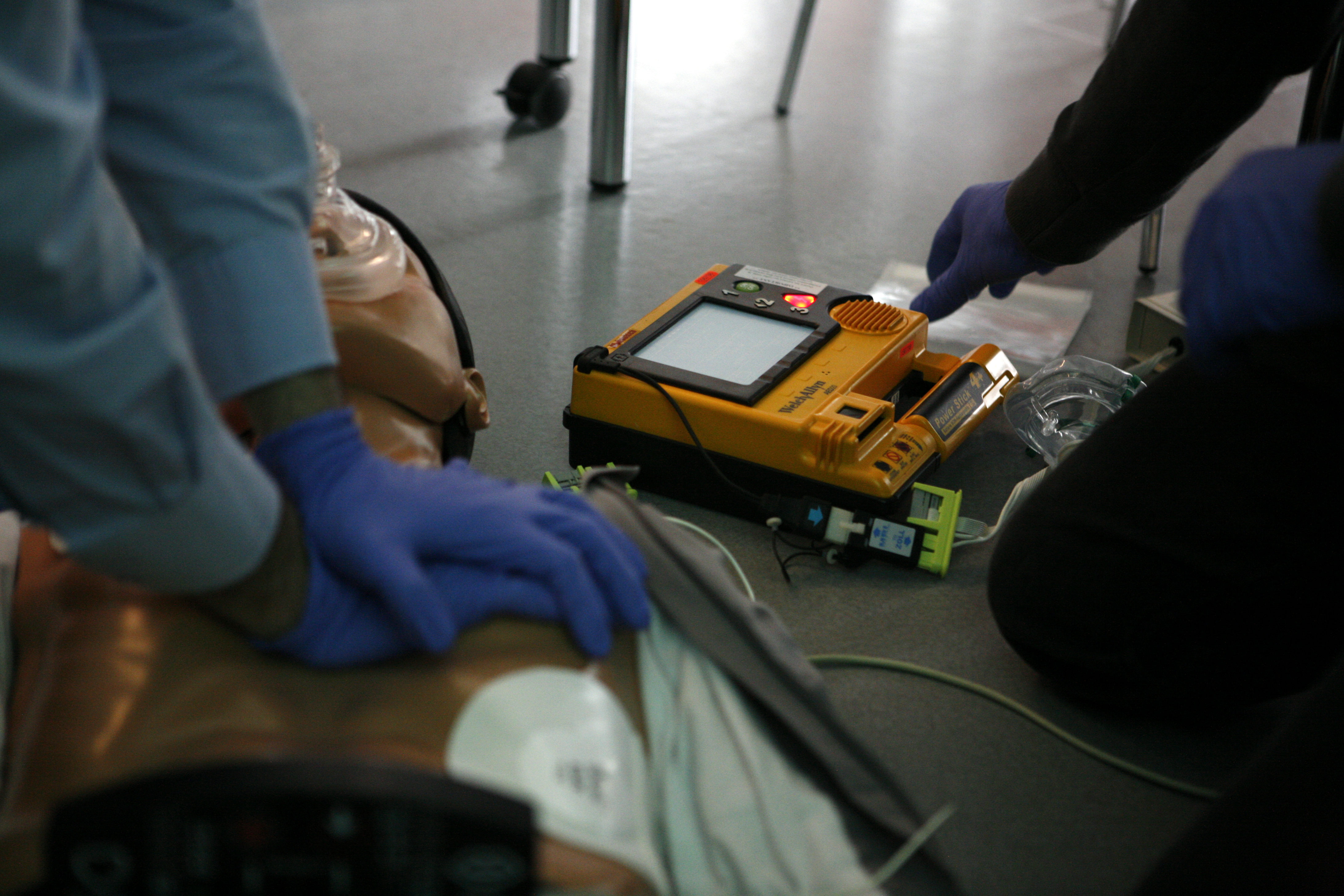
Esercitazione di BLS e defibrillazione precoce

Nel sistema italiano gli standard relativi alla formazione del personale che opera sulle ambulanze in qualità di soccorritore, alle procedure e alle qualifiche sono come già detto in precedenza solitamente stabiliti a livello regionale, benché si possano incontrare lievi differenze anche a livello delle singole centrali operative, solitamente di carattere provinciale.
In genere l'abilitazione a svolgere il ruolo di soccorritore è valida solamente all'interno della regione o provincia da dove si è conseguita e infatti, salvo casi particolari, se un soccorritore desidera prestare servizio presso un'altra regione dovrà ripetete tutto o parte del previsto iter formativo. In alcune regioni è possibile prestare attività di soccorso per periodi limitati di tempo utilizzando la propria abilitazione, tipicamente durante i periodi di vacanze estive o invernali e ad integrazione sui mezzi di soccorso di personale locale.
I requisiti per l'ammissione ai corsi degli aspiranti soccorritori variano per ogni singola associazione e quindi non esiste uno standard nazionale o regionale; tipicamente è richiesta comunque la maggiore età e la comprovata buona condotta morale e civile.
Alcune associazioni prevedono anche la presenza di ragazzi minorenni, da destinare ad attività estranee al soccorso vero e proprio, come ad esempio le raccolte fondi o servizi di rappresentanza.
Come già detto la formazione, la durata dei corsi e l'addestramento dei soccorritori in Italia variano da regione a regione. Tipicamente l'aspirante soccorritore dovrà seguire uno o più corsi di durata variabile (dalle 30 alle 200 ore), intervallando lezione teoriche e pratiche in aula con istruttori certificati dalla locale CO118, ad un tirocinio pratico sui mezzi di soccorso, uscendo come "Allievo" sui servizi 118, spesso come quarto membro dell'equipaggio.
Durante il corso il soccorritore viene addestrato a compiere tutte quelle manovre di soccorso ed assistenza definite di "base", secondo le linee guida locali ed ai protocolli internazionali BLS/BLSD, PBLS, PHTLS. Il soccorritore italiano, in quanto figura tecnica e quindi non sanitaria non può effettuare manovre, definite "invasive" o somministrare farmaci di alcun tipo, con l'unica eccezione dell'ossigeno. Può invece utilizzare il DAE (defibrillatore semiautomatico esterno) e tale abilitazione è inclusa nel corso di base o aggiunta in seguito, al termine dello stesso. In Italia la pratica di manovre invasive nell'emergenza extraospedaliera è infatti riservata al solo personale sanitario, cioè a medici e infermieri.

#### I mezzi di soccorso
Nel sistema Italiano si classificano tre tipologie di mezzi di soccorso, MSB, MSI e MSA. Il MSB, acronimo di Mezzo di soccorso di base, è solitamente una Ambulanza di proprietà di una associazioni di volontariato e/o cooperativa sociale, equipaggiata con soli presidi sanitari definiti di "base" e il suo equipaggio è formato da un numero variabile da 2 a 4 soccorritori in base ai vari protocolli Regionali o locali. In genere la figura del 4^ soccorritore, è spesso riservata ai tirocinanti in corso di formazione oppure in base alle necessita dell'Associazione o di AREU stessa. 
Il MSI, Mezzo di soccorso Intermedio o infermieristico, è invece un'ambulanza o un'Autoinfermieristica che vede la presenza nell'equipaggio anche di uno o due Infermieri, oltre che a 1-2 soccorritori (di cui uno Autista), e presenta a bordo presidi di competenza infermieristica (come ad esempio il set per ottenere un accesso venoso periferico, flebo, farmaci, ecc.).
Infine il MSA, Mezzo di Soccorso Avanzato, è un'ambulanza o un'Automedica che, oltre a 1 o 2 soccorritori (di cui uno come Autista) ed all'infermiere, prevede a bordo anche un medico (non necessariamente con specializzazione in anestesia e rianimazione), e quindi offre la possibilità di effettuare qualsiasi manovra di tipo  "avanzato" secondo il protocollo ACLS. Il MSA può essere sia di proprietà di una associazione di volontariato, sia di altri enti, cooperative, oppure di proprietà della Regione, ASL o infine della CO 118.

### Stati Uniti d'America

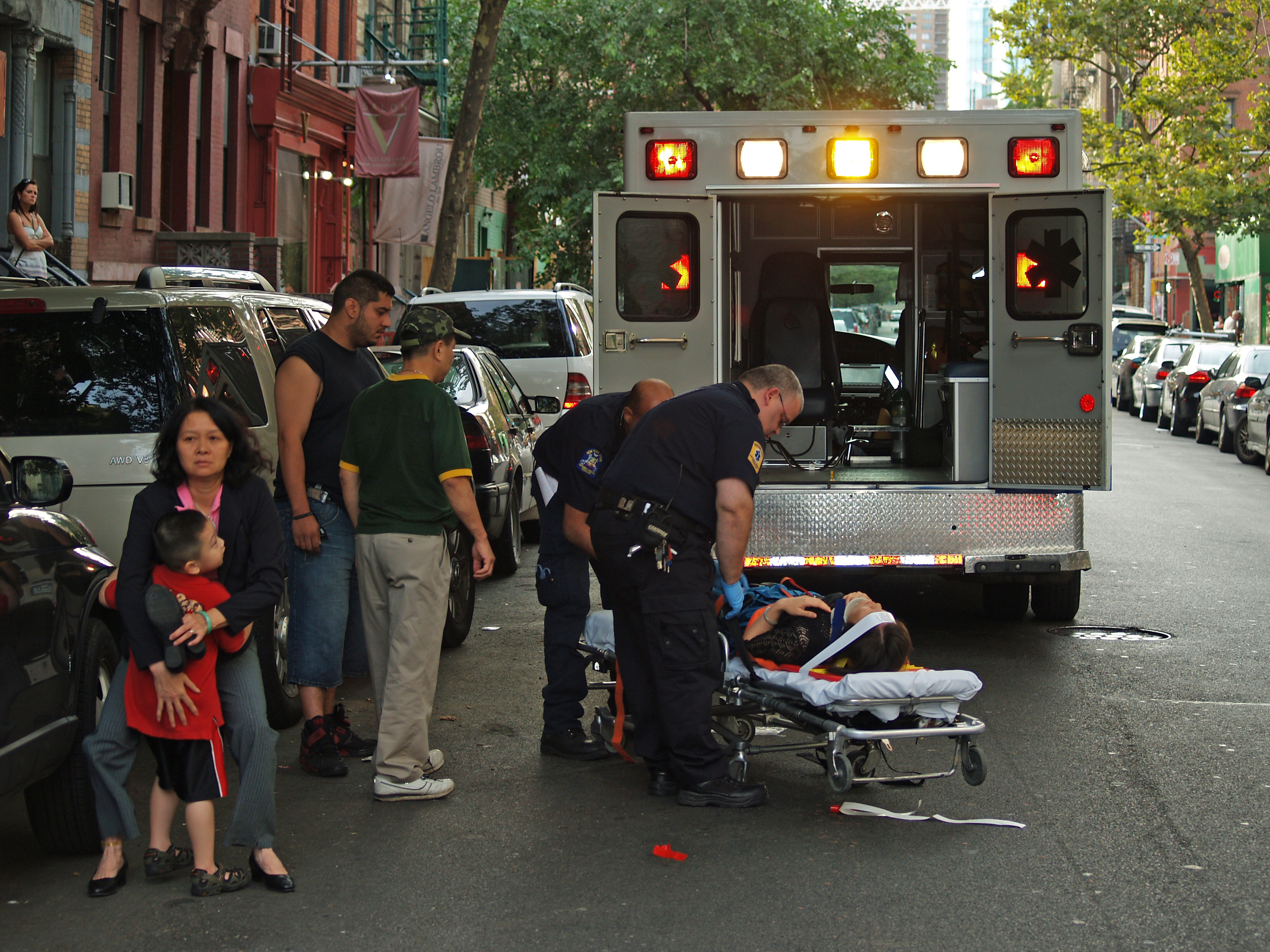
Un paramedico ed un EMT soccorrono una donna a New York

Nel sistema statunitense gli standard per quanto riguarda il soccorso pre-ospedaliero sono definiti a livello dei singoli stati, benché debbano rispondere comunque alle normative nazionali.
Gli EMT (Emergency Medical Technician) si dividono in quattro categorie a seconda della formazione ricevuta, che può variare dalla formazione di base a quella più avanzata di paramedico:
- EMT-B (Basic)[18]: per accedere al livello base, i soccorritori devono frequentare un corso di formazione di 110 ore. Superato l'esame di certificazione, essi saranno abilitati a compiere tutte le manovre non invasive di soccorso, prima tra tutte il BLS. I tecnici di livello base, nella maggior parte degli stati, sono inoltre autorizzati ad assistere i pazienti nell'assunzione di farmaci già loro prescritti per le situazioni particolari, come nitroglicerina, albuterolo o epinefrina tramite autoiniettori.
- EMT-I (Intermediate)[19]: per ottenere le certificazioni di livello intermedio, i soccorritori devono frequentare un corso di formazione di durata variabile, da alcuni mesi ad un anno, in base allo stato, integrati da continui tirocini a bordo di ambulanze ALS e negli ospedali.
  - EMT-I/85: i soccorritori di livello I/85 sono autorizzati a compiere alcune manovre invasive o diagnostiche, come terapie e.v., l'utilizzo di strumenti avanzati per garantire la pervietà delle vie aeree (maschera laringea, combitube e in alcuni stati anche l'intubazione), e l'interpretazione di ECG; per quanto riguarda i farmaci e i liquidi, essi sono solitamente gli stessi utilizzabili dai colleghi di livello base, benché in alcuni stati possano somministrare destrosio al 5 e 50%, epinefrina 1:1000 e 1:10.000, narcan, atropina e tiamina.
  - EMT-I/99: rispetto ai colleghi di livello I/85, i tecnici di livello I/99 possono eseguire tecniche decisamente più invasive come la decompressione di uno pneumotorace, l'intubazione endotracheale, il drenaggio nasogastrico, la lettura di un elettrocardiogramma e la somministrazione di farmaci per il trattamento di alcune aritmie.
- EMT-P (Paramedic)[20]: quello di paramedico è il massimo livello conseguibile da un soccorritore, attraverso corsi di durata variabile tra gli 8 mesi e i 4 anni, che lo portano ad apprendere tutte le tecniche dell'Advanced Life Support. Il paramedico è tipicamente autorizzato ad effettuare interventi invasivi come la cricotiroidotomia, la toracotomia, l'iniezione intraossea, il posizionamento di un catetere venoso centrale (CVC) o la sutura di ferite; il paramedico è inoltre formato all'interpretazione di ECG a 12 derivazioni, alla defibrillazione manuale, alla cardioversione e alla somministrazione di numerosi farmaci, in alcuni stati addirittura di qualsiasi tipo.